# Raga rock
Raga rock es un término que se utiliza para describir la música rock en la que se aprecia de forma notable la influencia de la música de Raga, ya sea en la melodía (por el uso de raga), en la armonía, en el ritmo o en el timbre (mediante instrumentos como el sitar y la tabla u otros occidentales que imitan su sonido). No se trata de un género bien delimitado, sino de una etiqueta genérica que sirve para describir cualquier tipo de música rock con influencia hindú. Dado que esta influencia se hizo sentir sobre todo en el rock de los años 60, el término se utiliza sobre todo para referirse a grabaciones de esa época, aunque no faltan ejemplos de música rock con elementos hindúes en las décadas siguientes. 
Las primeras grabaciones de música rock con clara influencia hindú son «Heart Full of Soul» de The Yardbirds y «See My Friends» de The Kinks, editadas en junio y julio de 1965, respectivamente. Aunque ninguna de las dos utiliza instrumentos orientales, en ambas la guitarra imita el sonido del sitar. En marzo de 1966 The Byrds publicaron el sencillo «Eight Miles High» / «Why?», en el que también se perciben elementos hindúes. El término raga rock aparece por primera vez en la publicidad de este disco y la primera que lo usó en la prensa fue la periodista Sally Kempton, en una reseña de «Eight Miles High» que apareció en The Village Voice. The Paul Butterfield Blues Band amplió el concepto de la música rock influida por la India con un tema instrumental de 13 minutos llamado «East-West» que da nombre a su álbum homónimo de 1966.
The Beatles, y en especial George Harrison, apasionado de la cultura hindú, popularizaron la mezcla a mediados de los 60 con canciones como Norwegian Wood (This Bird Has Flown) (del disco Rubber Soul, 1965), Love You To (del disco Revolver, 1966) y Within You Without You (Sgt. Pepper's Lonely Hearts Club Band, 1967).
En los años 70 el guitarrista John McLaughlin y su grupo, la Mahavishnu Orchestra, practicaron con éxito una modalidad virtuosística del raga rock. McLaughlin ha colaborado después con músicos hindúes en los grupos instrumentales Shakti y Remember Shakti. 
En los años 90 el grupo de rock inglés Kula Shaker obtuvo un disco de multiplatino con su álbum K, que incluía éxitos de raga rock como «Tattva» y «Govinda». La letra de ambas canciones incluye pasajes en sánscrito. Kula Shaker volvió en 2005, tras una ausencia de varios años, y ha seguido publicando canciones de raga rock, como «Song of Love/Narayana».

## Orientalismo
Algunos estudiosos abordan el raga rock y otros usos de materiales musicales no occidentales en la música pop occidental desde una perspectiva sociológica, viendo en ellos una manifestación de orientalismo. Son temas habituales de este tipo de canción el uso de drogas, la exploración sexual y la espiritualidad. Jonathan Bellman escribe que «el uso que the Kinks hacen de las influencias musicales orientales para aludir a asuntos personales y sexuales está directamente en consonancia con los usos históricos del exotismo como significante de la sexualidad prohibida». Bellman y otros estudiosos sugieren que Oriente se convierte una vez más en un territorio fantástico para Occidente, introducido en la cultura de masas de mediados y finales del siglo XX a través del rock and roll.

## Ejemplos significativos
- "Norwegian Wood (This Bird Has Flown)", "Love You To", "Within You Without You", "The Inner Light" y "Tomorrow Never Knows" de The Beatles
- "Heart Full of Soul", "White Summer" de The Yardbirds
- "Eight Miles High", "Why" de The Byrds
- "Square Room", "Just on Conception" y "Black widow Spider" de Them
- "Three Kingfishers" de Donovan
- "Paint It, Black" de The Rolling Stones
- "Om" de The Moody Blues
- "Venus in Furs" de The Velvet Underground
- "Girl in Your Eye" de Spirit
- "Você Sabe" de Os Mutantes
- "Sólo somos sueños","En la habitación de tu mente" de la banda mexicana Jaguares
- "The Bazaar" de The Tea Party
- "Setting Sun" de The Chemical Brothers
- "Who Feels Love?" de Oasis
- "The Mad Hatter's Song" de Incredible String Band
- "It Can Happen" de Yes
- "The End" e "Indian Summer" de The Doors
- "Casi Estatua" de Divididos
- "Brimful of Asha" de Cornershop
- "Simbiosis" de Vasudeva-Griz